# Liste de lacs à Hanoï
Voici une liste de lacs situés à Hanoï au Vietnam: 77 lacs répertortiés dans Hanoi (après le regroupement de 2008)

## Liste de lacs de par district
| Districts    | Lacs                |
| ------------ | ------------------- |
| Hoàn Kiếm    | Lac Hoan Kiem       |
| Ba Đình      | Lac Bach Thao       |
| Ba Đình      | Lac de Truc Bach    |
| Ba Đình      | Lac Giang Vo        |
| Ba Đình      | Lac Thu Le (vi)     |
| Ba Đình      | Lac Ngọc Khanh      |
| Ba Đình      | Lac Lang            |
| Ba Đình      | Lac Thanh Cong (vi) |
| Ba Đình      | Lac Ngoc Ha         |
| Ba Đình      | Lac de Huu Tiep     |
| Cầu Giấy     | Lac Nghia Do        |
| Đống Đa      | Lac Hoang Cau       |
| Đống Đa      | Lac Nam Dong        |
| Đống Đa      | Lac Van Chuong      |
| Đống Đa      | Lac Linh Quang      |
| Đống Đa      | Lac Huy Van         |
| Đống Đa      | Lac Xa Dan          |
| Đống Đa      | Lac Sot             |
| Đống Đa      | Lac Giam            |
| Đống Đa      | Lac Khuong Thuong   |
| Đống Đa      | Lac Ho Me           |
| Hai Bà Trưng | Lac Bay Mau         |
| Hai Bà Trưng | Lac de Thiên Quang  |
| Hai Bà Trưng | Lac Hai Ba Trung    |
| Hai Bà Trưng | Lac Thanh Nhan      |
| Hai Bà Trưng | Lac Dan Mat         |
| Hai Bà Trưng | Lac Dan Lap         |
| Hai Bà Trưng | Lac Quynh           |
| Hoàng Mai    | Lac Linh Dam        |
| Hoàng Mai    | Lac Dinh Cong       |
| Hoàng Mai    | Lac Yen So          |
| Hoàng Mai    | Lac Giap Bat        |
| Hoàng Mai    | Lac Rua             |
| Hoàng Mai    | Lac Dong Mu         |
| Hoàng Mai    | Lac Dong Vang       |
| Hoàng Mai    | Lac Dong Rieng      |
| Hoàng Mai    | Lac Dong Khuyen     |
| Hoàng Mai    | Lac Ca yen Duyen    |
| Long Biên    | Lac Cong Vien       |
| Long Biên    | Lac Cau Tinh        |
| Long Biên    | Lac Tai Trau        |
| Long Biên    | Lac ben xe Gia Lam  |
| Tây Hồ       | Lac de l'ouest      |
| Tây Hồ       | Lac Quang Ba        |
| Tây Hồ       | Lac Bai Tao         |
| Tây Hồ       | Lac Bung Ca         |
| Thanh Xuân   | Lac Re Quat         |
| Thanh Xuân   | Lac Me Tri          |
| Thanh Xuân   | Lac Hinh Thang      |
| Ba Vì        | -                   |
| Dong Anh     | Lac Đầm Vân Trì     |
| Gia Lam      | -                   |
| Soc Son      | Lac Dong Quan (vi)  |
| Soc Son      | Lac Dong Do (vi)    |
| Soc Son      | Lac Ban Tien        |
| Soc Son      | Lac Ham Lon         |
| Soc Son      | Lac Ban Hoa Son     |
| Soc Son      | Lac Den Soc         |
| Soc Son      | Lac Cau Bai         |
| Soc Son      | Lac Dong Dap        |
| Soc Son      | Lac Bo De           |
| Soc Son      | Lac Luong Chau      |
| Soc Son      | Lac Than Tam        |
| Soc Son      | Lac Mai Dinh        |
| Soc Son      | Lac Tan Yen         |
| Soc Son      | Lac Tan Binh        |
| Thanh Trì    | -                   |
| Từ Liêm      | -                   |
| Hà Tây       | Lac Dong Mo (vi)    |
| Hà Tây       | Lac Suoi Hai (vi)   |
| Hà Tây       | Lac Quan Son (vi)   |
| Hà Tây       | Lac Van Quan        |
| Mê Linh      | Lac Dai Lai (vi)    |
| Quốc Oai     | Lac Ho Gai          |
| Quốc Oai     | Lac Cu              |
| Quốc Oai     | Lac Ho Dinh         |
| Quốc Oai     | Lac Bang            |
| Quốc Oai     | Lac Quoc Oai        |
| Quốc Oai     | Lac Dai Dong        |